# Philodromus vulgaris
Philodromus vulgaris là một loài nhện trong họ Philodromidae.
Loài này thuộc chi Philodromus. Philodromus vulgaris được Nicholas Marcellus Hentz miêu tả năm 1847.